# Văcăreni, Tulcea
Văcăreni (în trecut Vakar) este satul de reședință al comunei cu același nume din județul Tulcea, Dobrogea, România.

## Legături externe
- primariavacareni.paginadestart.com - site oficial Arhivat în 20 decembrie 2014, la Wayback Machine.

 Acest articol despre o localitate din județul Tulcea este deocamdată un ciot. Puteți ajuta Wikipedia prin completarea lui.